# Strahovice
Strahovice (in polacco Strachowice, in tedesco Strandorf) è un comune della Repubblica Ceca facente parte del distretto di Opava, nella regione della Moravia-Slesia.